# Kotłubajiwka
Kotłubajiwka (ukr. Котлубаївка) – wieś na Ukrainie, w obwodzie winnickim, w rejonie czerniweckim. W 2001 roku liczyła 91 mieszkańców.